# Ян Вишатич

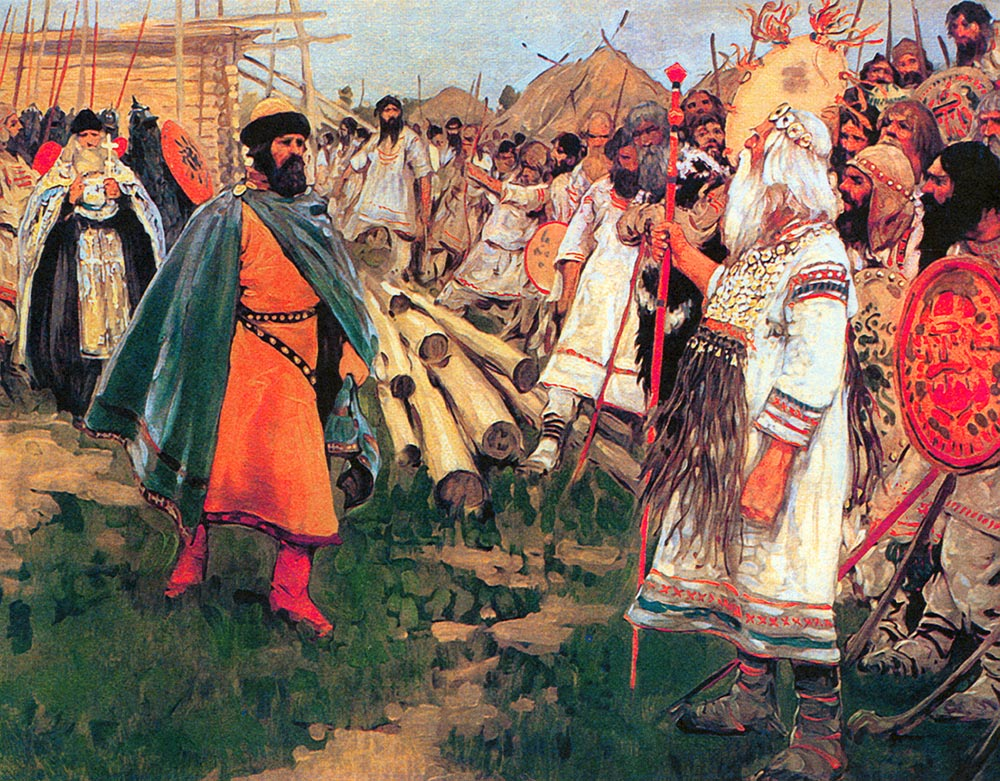
Ян Вишатич і язичники (Іванов, 1912)

Я́н Виша́тич (д.-рус. Ӕнь; бл. 1016 — 24 червня 1106) — київський тисяцький, син Вишати, воєводи великого князя Ярослава I Володимировича.

## Біографія
В 1071 році Ян збирав в Ростовській землі данину для Святослава Ярославича. Тоді ж подавив в Білоозері повстання, спричинене неврожаєм і голодом. Керівники повстанців два волхви «обманювали населення, стверджуючи, що жінки нарочитих в голодний рік приховують в собі жито, мед, рибу тощо; вони розрізали шкіру на спинах жінок і робили вигляд, що виймають звідти то жито, то рибу і т. ін.» (опис, ймовірно, навмисне неправдивий через упередження літописця-християнина). Ян мав розмову з волхвами, потім пішов на них військом, і вони після сутички втекли до лісу. Пізніше вони були видані і страчені.
1093 року Ян взяв участь у битві на Стугні проти половців. Напередодні цієї битви, яка закінчилася розгромом русів, підтримував план Володимира Мономаха укласти із кочівниками мир, за що в літописі зарахований до «розважливих (д.-рус. смысленѣи) мужів» (план не здійснився через наполягання київського князя Святополка Ізяславича та його дружини дати бій).
1106, з братом Путятою, розбив їх біля Заречеська і «отнял у них полон».
Літописи і Києво-Печерський патерик вихваляють чесноти Яна і його дружини Марії, яких любив преподобний Феодосій, який мав з ними розмови «про милостиню, царство небесне і смерний час».

## Родина
- Дружина Марія. Хресне ім'я боярині — Феодосія, у «Повісті минулих літ» фігурує її неофіційне іменування — Яневая (Яновая). Основою для утворення андроніма слугувало ім'я Яна Вишатича, що є нетиповим випадком, на думку дослідниці слов'янської лексики Ганни Межжеріної[3].
- Діти: Варлаам, син Яна та Марії.